# مولبرگن
مولبرگن (به آلمانی: Molbergen) یک شهر در آلمان است که در Cloppenburg واقع شده‌است. مولبرگن  ۷٬۸۸۶ نفر جمعیت دارد.